# Grace Amponsah-Ababio
Grace Amponsah-Ababio (sinh ngày 22 tháng 12 năm 1941) là một nha sĩ người Ghana và một nhà ngoại giao đã nghỉ hưu.

## Giáo dục
Grace có trình độ học vấn từ trung học 1955 đến 1959 Trường trung học nữ Wesley, Cape Coast, Ghana. Từ 1961 đến 1962, bà học tại Đại học Kỹ thuật Quốc gia Ukraine "KPI" tại Liên Xô.   Từ năm 1962 đến 1966, ông học tại Đại học Y khoa Quốc gia Odessa ở Liên Xô. Là một nha sĩ, bà chuyên về nha khoa.

## Sự nghiệp
Từ năm 1967 đến 1969, bà là một sĩ quan tại bệnh viện Komo Anokye ở Kumasi. Từ năm 1972 đến 1974, bà là nha sĩ cao cấp tại Bệnh viện Giảng dạy Korle-Bu. Từ 1974 đến 1978, bà là một bác sĩ phẫu thuật nha khoa hàng đầu tại phòng khám đa khoa thành phố ở quận Ussher Fort ở Accra. Từ tháng 1 năm 1979 đến tháng 9 năm 2001, bà đã hướng dẫn thực hành nha khoa tư nhân của mình. Từ năm 1989 đến 2001, bà là một trong những người khởi xướng "Phòng khám nha khoa di động" và "Tiếp cận nha khoa xã hội" với các dịch vụ nha khoa cho các cộng đồng có nhu cầu ở Ghana. Từ tháng 9 năm 2001 đến ngày 5 tháng 9 năm 2004, bà là đại sứ tại The Hague (Hà Lan) và được Tổ chức Cấm Vũ khí Hóa học công nhận 